# マックス・ワルター・スワンベルク
マックス・ワルター・スワンベルク（Max Walter Svanberg, 1912年2月21日 - 1994年5月28日）は、スウェーデン出身の画家、イラストレーター、グラフィックデザイナー。
鳥のくちばし、動物の角などの動植物のイメージと女性の肉体を合併させたモチーフを主に好み、幾何学的装飾的に女性を描いた、女性賛美の画家である。
シュルレアリズムの作家として区分され、アンドレ・ブルトンらとの接触があったものの、パリのバビロン画廊で展覧会をひらいた際にカタログの序文が気に入らなかった為シュルレアリストグループと絶縁しようとした等、シュルレアリズム運動においては傍系のシュルレアリストである。
スワンベルクはしばしば『スワンベリ』、『スワンバーグ』、『スワンベルイ』、『スワンベルグ』等とも記されている。
日本においては澁澤龍彦が多くの著物で紹介をしている。

## 略年譜
- 1912年　スウェーデン、マルメ町で生まれる。
- 1940年　妻、グンニと結婚。
- 1945年　スウェーデン、ストックホルムにて初の個展を開く。
- 1948年　スウェーデンのアーティストグループ「イマジスト」を自ら設立する。
- 1950年　リトグラフの画集を発表。
- 1953年　当時シュルレアリズム運動の中心人物であったアンドレ・ブルトンの肝煎りで、「イマジスト」と共にパリのバビロン画廊で展覧会をひらき成功を収める。
- 1955年　パリの画廊、Galerie de l’Etoile Scelleeに出展。
- 1954年　シュルレアリズム機関誌「メディオム」3号で特集され、22点もの挿絵を担当した。以降、シュルレアリズムの国際展に参加することになる。
- 1967年　画集、Max Walter Svanberg　GRAFIK/GRAPHIQUEを刊行。
- 1969年　フランス大統領から名誉勲章を授与された。
- 1976年　東京・銀座のギャラリーで展覧会を行う。
- 1994年　マルメ市内リムハム（スウェーデン語版）にて没する。